# Las que limpian los hoteles
Las que limpian los hoteles. Historias ocultas de precariedad laboral és un assaig escrit per Ernest Cañada i publicat el 2015 sobre la situació de precarietat laboral de les cambreres de pis de l'Estat Espanyol i el Regne Unit. El llibre fou publicat el 2015 per Icaria, sent part d'una campanya sindical internacional, 'Arreglen mi puesto de trabajo', promoguda per la Unión Internacional de los Trabajadores de la Alimentación, Agrícolas, Hoteles, Restaurantes, Tabacos y Afines (UITA). Aquest llibre ajudà a la visibilització del col·lectiu.
En el llibre es recull el testimoni de 26 d'aquestes treballadores, aconseguit mitjançant entrevistes. Per a la investigació darrere del llibre s'entrevistà a més de 80 dones. Compta amb una introducció escrita pels secretaris dels sindicats José María Martínez (CCOO) i Miguel Ángel Cillero (UGT). També inclou una entrevista a un metge de família que té moltes pacients cambreres de pisos.